# Astro Nusantara
Astro Nusantara（Astro努沙登加拉），是一个在印度尼西亚开办的卫星电视服务，在2006年2月28日由马来西亚的Astro All Asia Networks Plc与并隶属于力寶集團的组成的合资公司PT Direct Vision开办。
在2008年10月21日，Astro Nusantara因为和母公司力寶集團的纠纷，Astro Nusantara停止营业。